# Coulanges-la-Vineuse
Coulanges-la-Vineuse település Franciaországban, Yonne megyében. Lakosainak száma 787 fő (2022. január 1.). Coulanges-la-Vineuse Escolives-Sainte-Camille, Val-de-Mercy, Jussy, Migé és Vincelles községekkel határos.

## Népesség
A település népességének változása:
| Lakosok száma | 876  | 859  | 860  | 826  | 815  | 806  | 794  | 790  | 787  |
|               | 2013 | 2015 | 2016 | 2017 | 2018 | 2019 | 2020 | 2021 | 2022 |